# Этвёш, Карой
Карой Этвёш (венг. Eötvös Károly; 1842—1916) — венгерский государственный деятель, адвокат и публицист.
Был профессором философии в протестантской юридической академии в Папе (Papa), но потом занялся политической деятельностью, примкнул в парламенте к партии Деака и писал статьи политического содержания для «Pesti Napló», служившего органом Деака. После соединения деакистов с партией левого центра, находившейся под руководством Коломана Тисы, Этвёш отошёл от политики и удалился в частную жизнь.
В 1878 году он снова появляется в парламенте, на этот раз в качестве члена партии независимых, которая вела борьбу против примирительной политики Деака. Он поселился в Будапеште, стал адвокатом и приобрел известность как защитник подозреваемого в Тисаэсларовском деле об убийстве. После смерти Ираньи в 1892 году Этвёш был избран в президенты «партии 1848 года и независимости».
Кроме статей политического и публицистического содержания он писал фельетоны и беллетристические произведения. В культурных кругах был известен как «Воевода» (Vajda).